# سويد (اسم)
سويد هو اسم علم مذكر من أصل عربي، ومعناه هو له أصلان إما أنه تصغير «سيد» بتخفيف التضعيف أو أنه تصغير «أسود» والأسود ذواللون الحالك المظلم، يعنون بالتصغير أنه قليل السواد أسمر.

## شخصيات تحمل الاسم
- سويد بن أبي كاهل
- سويد بن الصامت
- سويد بن سعيد
- سويد بن غفلة
- سويد بن مقرن
- سويد بن نصر

## وصلات خارجية
- موسوعة السلطان قابوس لأسماء العرب نسخة محفوظة 5 أبريل 2019 على موقع واي باك مشين.